# Alpioniscus epigani
Alpioniscus epigani är en kräftdjursart som beskrevs av Albert Vandel 1958. Alpioniscus epigani ingår i släktet Alpioniscus och familjen Trichoniscidae. Inga underarter finns listade i Catalogue of Life.